# البركة (الباحة)
قرية البركة هي قرية تابعة إداريًا لمحافظة بلجرشي في منطقة الباحة بالمملكة العربية السعودية.

## الامارة
إدارياً قرية البركة هي جزء من محافظة بلجرشي بالتالي هي تحت امارة منطقة الباحة.